# Dongguang

Ansicht von Tonquam (Dongguang) im Jahr 1665

Der Kreis Dongguang (chinesisch 东光县, Pinyin Dōngguāng Xiàn) ist ein Kreis der chinesischen Provinz Hebei. Es gehört zum Verwaltungsgebiet der bezirksfreien Stadt Cangzhou. Der Kreis Dongguang hat eine Fläche von 707,4 km² und zählt 340.288 Einwohner (Volkszählung 2020). Sein Hauptort ist die Großgemeinde Dongguang (东光镇).

## Administrative Gliederung
Auf Gemeindeebene setzt sich der Kreis aus sieben Großgemeinden und zwei Gemeinden zusammen. 